# Transponder
Transponder (XPDR, XPNDR lub TPDR) – bezprzewodowe urządzenie komunikacyjne, które automatycznie odbiera, moduluje, wzmacnia i odpowiada na sygnał przychodzący w czasie rzeczywistym. Termin pochodzi z połączenia słów (transmitter i responder).
Transpondery dzielą się na dwie główne kategorie różniące się sposobem zasilania: aktywne i pasywne.

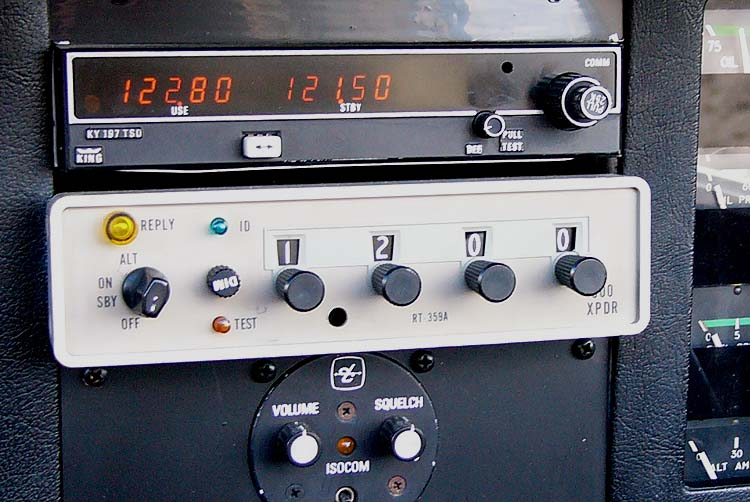
Samolotowy transponder aktywny Cessna ARC RT-359A (w środkowej części zdjęcia)

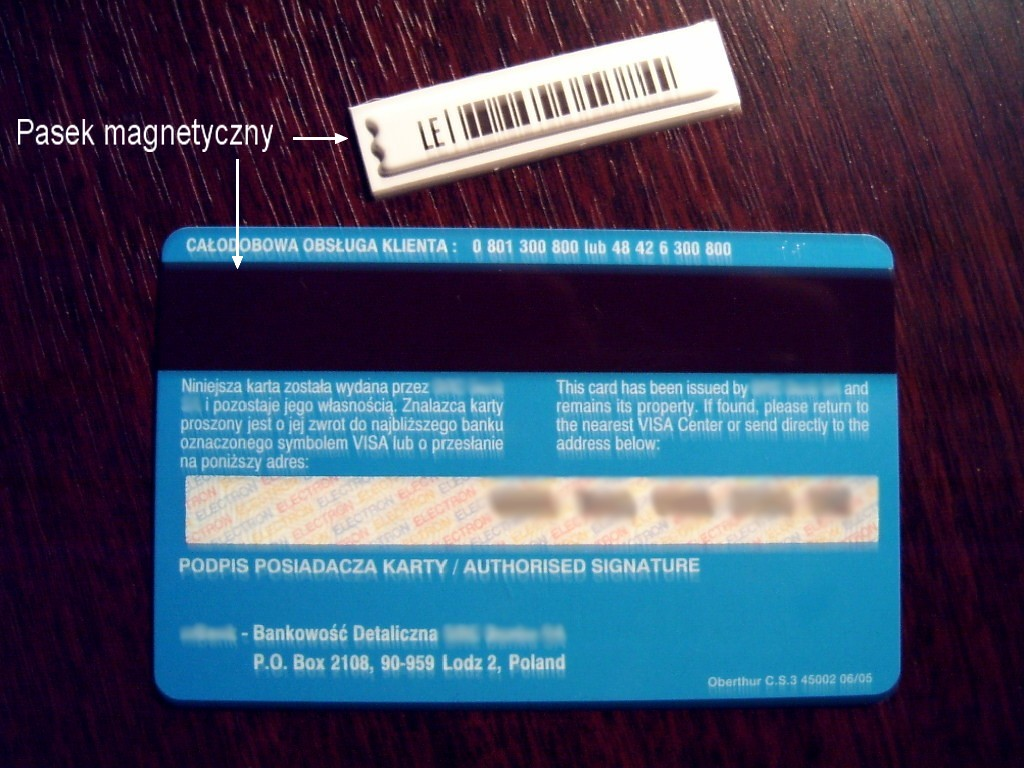
Przykład transpondera pasywnego

## Transponder pasywny
Transponder pasywny pozwala komputerowi lub innemu urządzeniu odczytującemu na identyfikację skanowanego obiektu. Nie posiada własnego źródła zasilania, sygnał emitowany jest jedynie poprzez użycie aktywnego skanera, który pobudza transponder polem magnetycznym.
Dane mogą być odczytane z odległości kilku metrów. Transpondery pasywne fizycznie mogą być bardzo małe (są już produkowane biochipy wielkości ziarna ryżu).

### Zastosowanie

#### RFID
RFID jest systemem, który kontroluje przepływ towarów np. w większych sklepach zabezpieczając je przed kradzieżą. Transpondery przytwierdzane są do produktów, a bramki umieszczone przy wyjściach pełnią funkcję sensora. W systemach RFID używane są także transpondery aktywne, jednak dość rzadko z powodu wysokich kosztów.
Systemy oparte na transponderach pasywnych można podzielić na dwie podgrupy różniące się protokołami: RTF (Reader-talks-first) i TTF (Tag-talks-first).

#### Sport
Transpondery pasywne wykorzystywane w sporcie umożliwiają dokładny pomiar czasu. W sportach biegowych najczęściej montowane są na kostce lub do buta. Każdy chip zawierający transponder posiada swój własny numer identyfikacyjny. Na linii mety rozłożone są maty emitujące silne pole magnetyczne, które umożliwia odczytanie numeru chipu, a dokładny czas mierzony jest przez urządzenia nasłuchujące.

#### Biochipy
Zastosowane są jako implanty wszczepiane pod skórę zwierzętom lub ludziom, najczęściej mają wtedy postać chipa zamkniętego w szklanej kapsule. Są zasilane elektromechanicznie poprzez ruchy mięśni nosiciela. Biochipy, szczególnie te wszczepiane ludziom budzą mocne kontrowersje, gdyż przez niektórych nie są uważane za udogodnienie, lecz jako zamach na wolność jednostki.

## Transponder aktywny

### Czym się różni od transpondera pasywnego?
- dużo większy zasięg działania,
- znacznie wyższy stopień zaawansowania technicznego,
- posiada własne źródło zasilania.

### Zastosowanie

#### Satelita
Transponder jest podstawowym elementem satelity telekomunikacyjnego. Na jednym satelicie montuje się zazwyczaj od 20 do 100 transponderów, a zastosowanie cyfrowej kompresji danych umożliwia przesłanie przez jeden transponder kilku kanałów telewizyjnych, wielu programów radiowych oraz dodatkowych usług na jednej fali nośnej.
Pierwotnie transpondery analogowe umożliwiały transmisję tylko jednej stacji telewizyjnej i kilku programów radiowych. Typowe pasma dla transponderów satelitarnych to: 27, 33, 36, 54 i 72 MHz.
Sygnał nośny odbierany przez transponder ma bardzo słabą moc z powodu dużej odległości, którą musi pokonać fala radiowa (dużo mniej niż 1 wat). Transponder musi znacznie wzmocnić sygnał zanim zostanie odesłany z powrotem na Ziemię, aby zapewnić jego odbiór przez antenę satelitarną. Osiągnięte jest to przez zastosowanie silnych wzmacniaczy, z czego każdy z nich pracuje na określonej częstotliwości.
Sygnał wysyłany przez transponder nadawany jest na innym paśmie w czasie rzeczywistym.
Transpondery działają w trybie dupleksowym, dwuczęstotliwościowym zwanym uplink i downlink.
Najczęściej wykorzystywanym pasmem jest pasmo C (6GHz dla nadawania i 4GHz dla odbioru) lub poprawione i odporne na zakłócenia z ziemi pasmo Q (14GHz nadawanie i 12GHz odbiór)
Transpondery zasilone są z baterii słonecznych, skierowanych w stronę Słońca. Podczas przejścia satelity przez cień Ziemi trwający około 60 minut aparatura jest zasilana z akumulatorów, które gwarantują całodobową pracę, choć w okresach cyklicznie powtarzających się zaćmień można zaobserwować niewielkie zmiany parametrów emitowanego sygnału. Spowodowane są one ogromnymi różnicami temperatury wewnątrz satelity.
Transpondery wyposażone są w anteny kierunkowe dzięki czemu w sygnałach telewizyjnych można uzyskać efekt stref językowych, anteny są ukierunkowywane na odpowiednie terytoria krajów lub stref językowych. Telewizyjne programy satelitarne dla Europy są nadawane w zakresie częstotliwości od 10,95GHz do 11,70GHz – zwanym Ku-Band.

#### Lotnictwo
W lotnictwie transpondery aktywne użyte są w celu lokalizacji, identyfikacji (swój-obcy) oraz w systemach zarządzania ruchem lotniczym (kontrola ruchu lotniczego). Przykładem jest wtórny radar dozorowania, do którego transponder automatycznie transmituje zakodowaną odpowiedź, gdy otrzymuje zapytanie z radaru naziemnego.
Transmitowana odpowiedź zawiera informacje o wysokości lotu (Mode C) lub 12-bitowy kod transpondera (Mode A) (squawk), który pomaga w identyfikacji danego samolotu. Transponder jest też niezbędnym elementem systemu TCAS (Traffic Collision Avoidance System), który ostrzega pilotów o możliwości kolizji z innymi samolotami. System ten jest wymagany w przestrzeni powietrznej wielu krajów. Najbardziej rozbudowanym modem transpondera jest mod S, umożliwiający przesyłanie danych oraz jednoznaczną identyfikację statku powietrznego.
Transpondery lotnicze odbierają zapytania na częstotliwości 1030 MHz i odpowiadają na częstotliwości 1090 MHz.
W lotnictwie używa się także kodów specjalnych transpondera, aby pilot mógł powiadomić kontrolę ruchu lotniczego o nadzwyczajnych wydarzeniach (np. porwanie, utrata łączności, awaria).

#### Żegluga

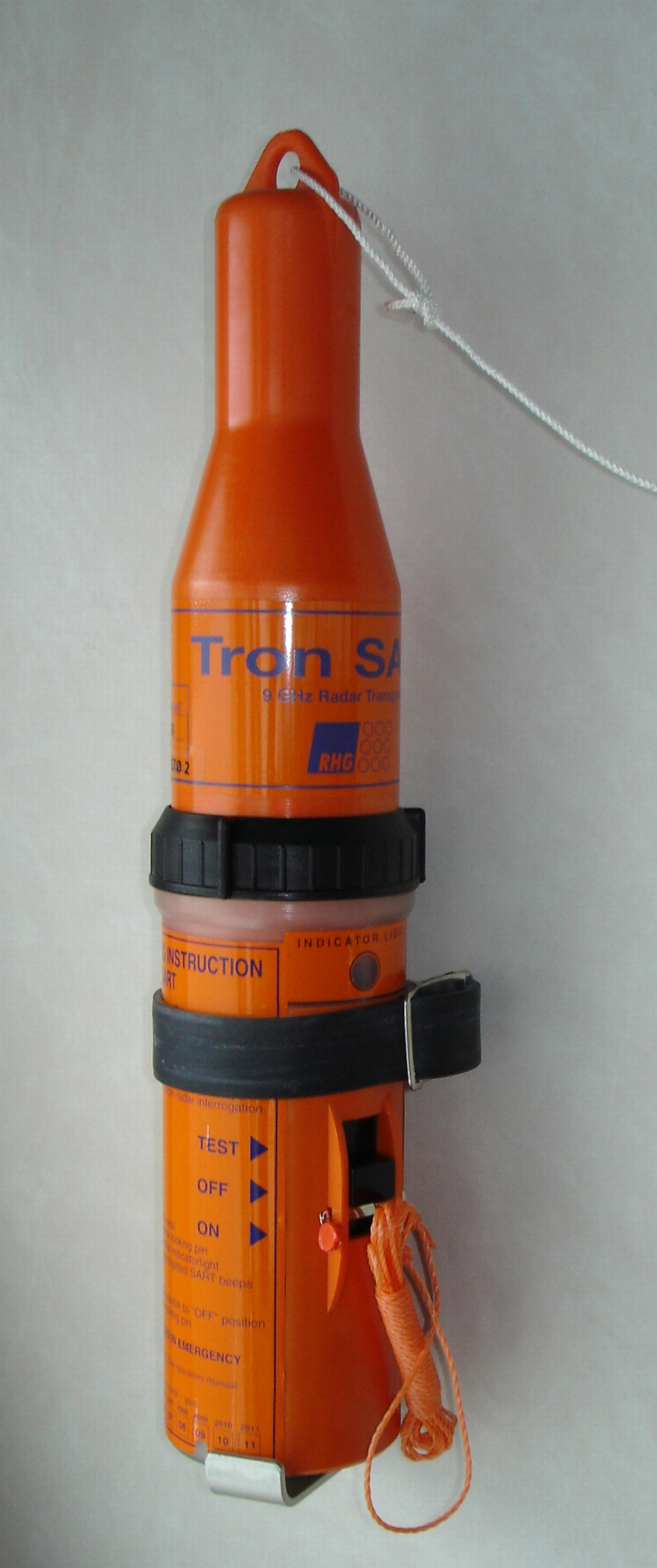
Jeden z modeli transpondera SART (firmy Jotron), używany w żegludze morskiej

W żegludze morskiej używane są transpondery radarowe SART (ang. Search and Rescue Transponder - Transponder poszukiwania i ratownictwa), będące częścią systemu GMDSS. Pracują w paśmie radarów X (3 cm). W przypadku niebezpieczeństwa są uruchamiane ręcznie. Po odebraniu impulsu radarowego nadają, na tej samej częstotliwości, specjalny sygnał, wyświetlający na ekranie radaru 12 kropek, wskazujących położenie transpondera (a więc i ludzi potrzebujących pomocy).

#### Motoryzacja
W motoryzacji transpondery są stosowane w zaawansowanych systemach antywłamaniowych. Transponder wbudowany w kluczyk zapłonu w przypadku usunięcia powoduje blokadę silnika przez odcięcie wtrysku paliwa. Kiedy kluczyk jest włożony do stacyjki i przekręcony, transponder wysyła kod do komputera sterującego silnikiem.
W momencie, gdy kod transpondera, który zmienia się przy każdym wyciągnięciu kluczyka ze stacyjki, nie zostanie potwierdzony, silnik także zostanie zablokowany.
W innych nowszych systemach kod transpondera składa się z dwóch części: jawnej i ukrytej (tzw. kryptotranspondery). Nowsze wersje kluczy samochodowych posiadają zespolone układy transpondera i pilota do zdalnego zamykania drzwi).